# Cessna 182
Cessna 182 Skylane - C182 je štirisedežno enomotorno propelersko lahko športno letalo ameriškega proizvajalca Cessna. V uporabo je vstopila leta 1956, od takrat so zgradili več kot 23000 letal. C182 je drugo najbolj popularno Cessnino letalo po Cessni 172. Na izgled je precej podobna C172, ima pa C182 boljše sposobnosti. Proizvodnja se je leta 1985 ustavila v skladu z odločitvijo, da cessna ne bo več proizvajala enomotornih letal, leta 1996 se je proizvodnja ponovno začela in traja še danes.
Letalo ima relativno močan motor in je robustne konstrukcije, zato je najpogostejše šolsko klubsko letalo za metanje padalcev in skakanje na gurtno v ZDA z višine do 3000 metrov za šolanje. Letalo je popularno tudi kot goščavsko letalo.
Cessno 182 se je pojavila leta 1956 kot tricikel verzija letala C180. Leta 1957 se je pojavila 182A z imenom Skylane. Naslednji modeli so imel širši trup, nagnjen vertikalni rep, zadnje okno "omni-vision", večji prostor za prtljago, večjo vzletno težo in drugimi izboljšavami. Zgradili so več različnih verzij, med njimi tudi verzijo z uvlačljivim pristajalnim podvozjem. Cessna C182 je povsem kovinsko letalo, nekateri deli so grajeni iz steklenih vlaken (fiberglass) in termoplastike. Cessna 182 je zelo popularno zasebno letalo, sicer ni najhitrejše je pa robustno, ima dovolj moči in je preprosto za letenje ter odpušča veliko napak in je v vsem za en korak boljše od Cessne C172. 

## Tehnične specifikacije (Cessna 182T)
Podatki iz {Cessna Skylane 182T Specifications}
Splošne karakteristike
- Posadka: 1
- Število sedežev: 3 potniki (skupno 4)
- Dolžina: 29 ft 0 in (8,84 m)
- Razpon kril: 36 ft 0 in (11,0 m)
- Višina: 9 ft 4 in (2,8 m)
- Površina kril: 174 sq ft (16,2 m²)
- Aeroprofil: NACA 2412 (koren krila)  NACA 2412 mod (konica krila)
- Teža praznega letala: 1970 lb (894 kg)
- Naložena teža: 3110 lb (1411 kg)
- Uporaben tovor: 1140 lb (517 kg)
- Maks. vzletna teža: 3100 lb (1406 kg)
- Pogon letala: 1 ×  3-kraki s konstantnimi vrtljaji Lycoming IO-540-AB1A5, 230 KM (172 kW)

 Zmogljivost 
- Neprekoračljiva hitrost: 175 vozlov (201 mph, 324 km/h)
- Maks. hitrost: 150 vozlov (173 mph, 278 km/h)
- Potovalna hitrost: 145 vozlov (167 mph, 269 km/h)
- Hitrost porušitve vzgona: 49 vozlov (56 mph, 91 km/h)
- Doseg: 930 nmi (1070 mi, 1722 km)
- Višina leta: 18100 ft (5517 m)
- Hitrost vzpenjanja: 924 ft/min (4,7 m/s)
- Obremenitev kril: 17,8 lb/sq ft (87 kg/m²)
- Razmerje moč/teža: 0,074 KM/lb (122 W/kg)